# تام لیستر جونیور
تام لیستر جونیور (به انگلیسی: Thomas Duane Lister, Jr.) ۲۴ ژوئن ۱۹۵۸ – ۱۰ دسامبر ۲۰۲۰) بازیگر آمریکایی بود.
از فیلم‌های معروف او می‌توان به بازی در فیلم جمعه (فیلم ۱۹۹۵)، آستین پاورز: در عضو طلایی، کارهایی که بعد از مرگت، بزرگ، گروه تعقیب، ال پادرینو و هزارپای انسانی ۳ اشاره کرد.
وی در ۱۰ دسامبر ۲۰۲۰ در خانه خود در مارینا دل ری، کالیفرنیا در سن ۶۲ سالگی درگذشت.